# Teulisna atratella
Teulisna atratella là một loài bướm đêm thuộc phân họ Arctiinae, họ Erebidae.